# Харикела

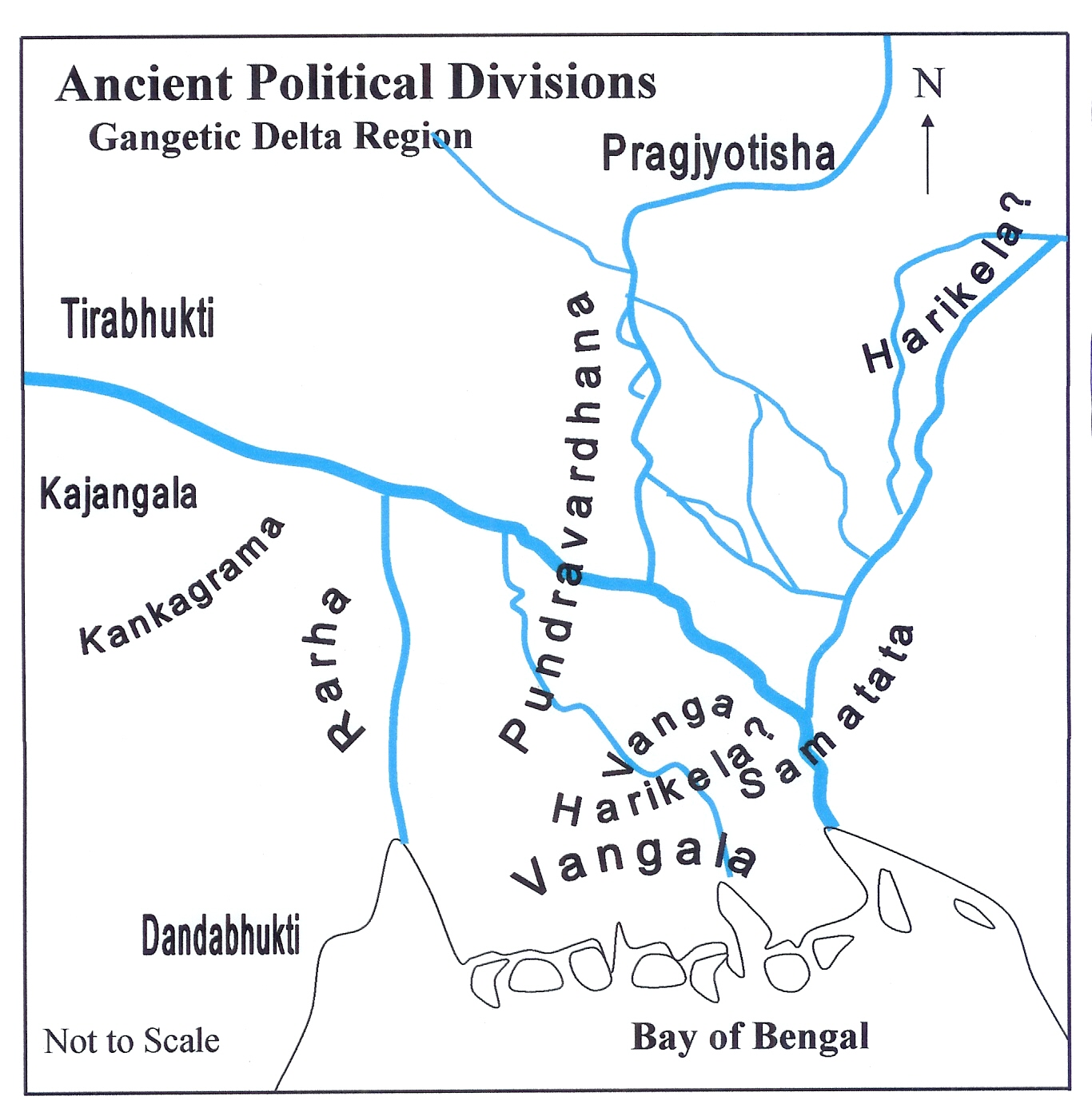
Страны бенгальского региона в VII веке и предположительное местоположения Харикелы

Харикела — царство в древней Бенгалии. В исторических документах присутствуют многочисленные ссылки на данное государство, которые подкреплены рядом археологических находок, в том числе серебряными монетами.

## История
Харикела стала самым ранним независимым государством в Восточной Бенгалии после падения здесь власти династии Палов. Согласно сохранившейся незаконченной надписи на медной пластине из древнего храма в Читтагонге, страной правил буддийский царь Махараджадхираджа Кантидева. Так как согласно надписи она была создана в городе Вардхаманапура, то этот город возможно и был столицей Кантидевы. Впоследствии, в течение второй половины X века н. э., царством правили представители династии Чандра. Так, эпиграфические надписи династии называют Траилокьячандру, правителя Чандрадвипы (современный округ Барисал в Бангладеш), главной опорой Харикелы. Следующим правителем стал его сын Шричандра. Далее к власти пришла династия Варман, которую сменила в свою очередь династия Дева. В XVII веке империя Великих Моголов поглотила Харикелу и включила её в провинцию Бенгалия.

## География
Харикелу авторы VII века н. э. часто упоминают наряду со страной под названием Саматата. Согласно же Ицзину, она представляла собой восточный предел Восточной Индии, что подтверждается также и свидетельствами IX века. Некоторые другие китайские источники применяют название к прибрежному району между Самататой и Ориссой, что подтверждают и индийские источники в лице Хемачандры.
Одно время её столица было около Читтагонга, пока не была перенесена в Муншигандж династией Чандра. Арабские торговцы распознавали Харикелу (Харканд в арабоязычных источниках) как прибрежные районы Бенгалии (около Читтагонга) в ранний период её истории и включали Силхет в состав в более поздний период.